# Tossal de les Forques (Ciutadilla)
El Tossal de les Forques és una muntanya de 520 metres que es troba al municipi de Ciutadilla, a la comarca catalana de l'Urgell.